# 八条村 (埼玉県)
八条村（はちじょうむら）は、埼玉県東部、南埼玉郡に存在した村。1956年（昭和31年）9月28日に北足立郡草加町と南埼玉郡八潮村に分村合併し、北足立郡草加町、南埼玉郡八潮村となり消滅した。

## 地理
- 河川：中川（古利根川）、葛西用水路、八条用水、古綾瀬川

## 歴史
- 1889年（明治22年）4月1日 - 町村制施行に伴い八条村・鶴ヶ曽根村・松之木村・伊草村・小作田村・立野堀村が合併し、南埼玉郡八条村が成立する。大字鶴ケ曽根に八条村役場が置かれる[2]
- 1947年（昭和22年）9月19日 - カスリーン台風が襲来、地内の中川の右岸が決壊し大きな被害を出す。
- 1956年（昭和31年）9月28日 - 八条村のうち八条・鶴ヶ曽根・松之木・伊草・小作田が八幡村・潮止村と合併（新設合併）し、南埼玉郡八潮村となる。八条村消滅。大字は八潮村へ継承された。同日、八条村のうち大字立野堀が北足立郡草加町（現:草加市稲荷）に編入される。村役場は八条支所となる。

## 由来
関係諸村において八条村が大きな村で、この辺りの中心であったことや、中世末期からの郷村名の八条郷に因む。

## 歴代村長
- 初代：鈴木仁左衛門（1889年6月-1905年6月）
- 第2代：太田益太郎（1905年8月-1908年6月）
- 第3代：大津藤左衛門（1908年7月-1912年7月）
- 第4代：飯山幾太郎（1912年8月-1914年2月）
- 第5代：会田五郎（1914年3月-1914年9月）
- 第6代：鈴木寅一郎（1914年9月-1916年7月）
- 第7代：齋藤幸蔵（1916年7月-1918年6月）
- 第8代：池田常吉（1918年8月-1919年3月）
- 第9代：太田益太郎（1920年6月-1925年1月）
- 第10代：会田五郎（1925年2月-1925年2月）
- 第11代：齋藤幸蔵（1925年7月-1929年7月）
- 第12代：飯山誠（1929年9月-1930年4月）